# 徐冰
徐冰（1955年—），男，祖籍浙江溫嶺，生於重庆，中國當代藝術家，現居北京、紐約，師從詹建俊、羅爾純和古元等名家，其為人所知的大部分作品皆與文字有關，如使用全新創造的“漢字”寫成的“析世鑒”（又称“天书”）；又如以漢字思維書寫英文單詞的方式“英文方块字”。

## 生平
徐冰祖籍浙江溫嶺，出生於重庆，在北京長大。1975年，文化大革命時下鄉待了兩年。1977年進入中央美術學院，師從詹建俊和古元等，1981年畢業留校任教，1987年取得該校碩士學位，於1990年作為榮譽藝術家訪美，居住在紐約市布魯克林區。2008年回到北京，任中央美术学院副院长，教授，博導。2014年起担任其学术委员会主任一职。現工作、生活于北京和紐約。

## 家庭
父亲徐华民，母亲杨时英。

## 艺术成就
作品曾在美国纽约现代美术馆、大都会博物馆、古根海姆美术馆、华盛顿赛克勒国家美术馆、堪萨斯史宾沙艺术博物馆、大英博物馆、维多利亚与艾伯特博物馆、西班牙索菲亚女王国家美术馆、米罗基金会美术馆、澳大利亚当代艺术博物馆、新南威尔士美术馆、加拿大国家美术馆、捷克布拉格国家美术馆及德国路维希美术馆等艺术机构展出；参加威尼斯双年展、悉尼双年展、圣保罗双年展、约翰内斯堡双年展等国际展。
作品收录于美国1997年版世界艺术史教科书《古今艺术》（Prentice Hall, Abrams出版社）、美国及欧洲权威世界艺术史教科书《加德纳世界艺术史》（Wadsworth出版社）。

## 著名作品

### 天书（1988-1991）
1988年，徐冰就以自刻方塊字的方式，開始創作新的漢字，在三年間，他一共刻了4千多個無人能懂的漢字。並用這些字印出了《析世鑒》這件作品（又稱「天書」），此作品是在大張的連續宣紙上印滿了他所造的新字，並以垂掛的方式鋪滿展場的天花板和四面牆壁，面積約有300平方公尺，在地板上則擺放120套、一套有四冊的中國傳統線裝書，書中也全部用宋版印刷的風格，印滿了這些無人能懂的漢字。「析世鑒」的第一次展出是1989年在北京中國美術館中展出。
徐冰曾提到，这些假字“似乎让知识人不舒服”，迫使人们对现有知识体系产生怀疑，很多人在展览期间强迫症似的想要找出哪怕一两个真的字。
此作品88年问世后在世界各地艺术机构展出，并引起众多的讨论，被多本艺术史著作所介绍，也被不少西方藝術評論家專文探討。 1989年「天书」在中國獲得了「霍英東教育基金會」一等獎，參加了首屆廣州當代藝術三年展和上海雙年展。1993年徐冰在當代藝術大展中最重要的威尼斯雙年展，展出「天书」，此後就陸續的參加了許多世界性的藝術展。
「天書」現時在香港M＋博物館展出。

### 英文方块字（1993至今）

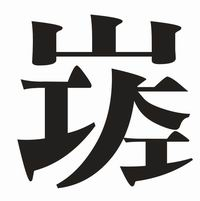
以新英文书法风格写出的Wiki

「析世鑒」是徐冰將漢字作為現代藝術題材的第一件作品，隨後他發展出「英文方块字」教育系統。新英文書法是使用了書法的樣式，將所有英文單詞以漢字的思維書寫成“方塊字”。1996年時，徐冰改變展覽的形式為開放式，讓參觀者能夠坐下來，實際書寫（英文字母、漢字外型、漢字結構）。他甚至在美國開辦了新英文書法的教室系統，到許多學校去讓學生們用當代藝術的形式，接觸另一個文化。

### 背后的故事（2004至今）
2004年，徐冰在柏林美国学院担任驻地艺术家，收到德国东亚美术馆做个人回顾展的邀请。这个美术馆在二战期间，90%的藏品被苏联红军挪到了前苏联，留在博物馆的只有一些丢失的艺术品的照片。徐冰希望做一件结合当地历史与个人文化背景的新作品，于是从馆藏档案里选了三件丢失古画的照片作为素材，进行创造性的再诠释。
《背后的故事》所呈现的画面，不是通过物质颜料的调配来模仿三维效果（光感、立体感等），而是通过对光的调配构成的。换一种说法就是：艺术家在空气中调配光，而光是散落于空间中的，是通过一块切断空间的毛玻璃所记录的。这块毛玻璃的作用好比空气中光的切片，《背后的故事》可以说是一种光的绘画。

### 地书（2005至今）
此後徐冰不再拘泥於漢字或漢字形式。使用各式各樣的表情符號寫成了112頁的“從點到點”（又名“地書”與“天書”對應）。書中使用表情符號妙趣橫生地展示了生活中一位單身上班族一天24小時的典型生活，描寫了作為巨大社會系統中的一個小分子的行為與思考，予人深思。

### 凤凰（2008-2010）
這個項目始於2008年，當時徐冰被邀請為北京環球金融中心新大廈一層的玻璃中庭製作一尊雕塑，該建築位於北京商業區中心，是由建築師西薩·佩里(Cesar Pelli)設計的。在目睹建筑工人的生活环境之后，徐冰决定使用城市建设过程中的建筑废料，包括建材、建筑工程设备、劳动工具、建筑工人的生活用品等现场材料用于作品。《凤凰》不但呈现了城市化的进程，更表现了对城市建设者的尊重；对环保议题的关注（凤凰所用材料皆为废物利用）。

### 蜻蜓之眼（2017）
2017年，徐冰以中國的種種社會問題爲主題、以該國無處不在的監控攝像機所拍下的畫面爲素材，導演了首部電影《蜻蜓之眼》 。

## 獎項和荣誉[8]

### 奖项
- 1998年：波洛克-克拉斯纳 国际艺术基金会奖
- 1999年：美国麥克阿瑟獎“天才”獎（MacArthur Award）：“原创性、创造能力、个人方向和对社会，尤其在版画和书法领域中作出重要贡献的能力”[9]
- 2003年：第十四屆日本福岡亞洲文化獎：“不仅是中国, 也是亚洲乃至全世界的先导性艺术家. 通过创立独特的“假汉字”和“新英文书法”, 尝试了东西文化的融合，提高了亚洲现代美术在国际上的地位. 徐先生这种扎根于自我文化的同时, 以创造性的飞跃为目标的姿态, 正是亚洲现代美术家的指标。”评委会主席奥奎（Okwui Enwezor）在授奖辞中说：“徐冰是一位能够超越文化界线，将东西方文化相互转换，用视觉语言表达他的思想和现实问题的艺术家。”[10]
- 2004年：首届威尔士国际视觉艺术奖（Artes Mundi）
- 2005年：紐約市第九十六届青年之友奖
- 2006年：由于“对文字、语言和书籍溶智的使用，对版画与当代艺术这两个领域间的对话和沟通所产生的巨大影响”获全美版画家协会第三十六届“版画艺术终身成就奖”
- 2011年：“奥迪艺术与设计大奖” 30年成就奖
- 2015年：美国萨瓦纳艺术设计学院艺术大奖

### 荣誉
- 2010年被美国哥伦比亚大学授予人文学荣誉博士学位
- 2015年被美国康奈尔大学授予安德鲁·迪克森·怀特教授称号，获得美国国务院颁发的艺术勋章

## 外部連結
- 范迪安、徐冰谈中国当代艺术三十年[永久]－中文
- 堪萨斯大学博物馆：《天书》 《地书》 徐冰回顾展－中文
- 徐冰的官方網站 （页面存档备份，存于） -  英文
- 徐冰的作品 （页面存档备份，存于） - 英文
- 徐冰@ARTLINKART|中国当代艺术在线数据库